# Brigitte Fassbaender
Brigitte Fassbaender (Berlín, 3 de juliol de 1939) és una mezzosoprano alemanya.

## Biografia
Va estudiar cant amb son pare, el famós baríton Willi Domgraf-Fassbaender, al Conservatori de Nuremberg i es va unir a l'Òpera Estatal de Baviera, a Múnic, l'any 1961, on el seu primer paper protagonista va ser Nicklausse, de Els contes de Hoffmann. Va cantar per primera vegada el paper d'Octavian, de Der Rosenkavalier a Múnic, l'any 1967; paper que després llançaria la seua carrera internacional l'any 1971 al Covent Garden, i amb el qual va debutar al Metropolitan Opera l'any 1974. A més dels seus èxits operístics, ha aconseguit destacar com a concertista de lieder. Va interpretar Orlofsky en una pel·lícula de 1984 que versionava l'opereta Die Fledermaus de Johann Strauss (fill).
Fassbaender va atènyer el zenit de la seua carrera en la dècada del 1970, destacant en els papers de Carmen, Octavian de Der Rosenkavalier i Brangäne de Tristany i Isolda sobre els escenaris de tot el món.
Durant anys ha impartit classes magistrals i ha estat Intendantin (directora artística) del Teatre del Tirol a Innsbruck (Àustria) durant diverses temporades, on va representar diverses produccions d'òpera.
Ha efectuat molts enregistraments, tant d'òperes com de lieder (incloent el Viatge d'hivern i El cant del cigne de Franz Schubert, oratoris com l'Oratori de Nadal i la Passió segons Sant Mateu de Johann Sebastian Bach, El Messies de Georg Friedrich Händel, i ha aparegut en produccions d'òpera per a televisió, ara disponibles en DVD, en què es poden comprovar les seues interpretacions d'Octavian i d'Orlofsky sota la batuta del seu freqüent col·laborador, Carlos Kleiber.

## Reconeixements i llegat
Va rebre el títol honorífic bavarès de "Kammersängerin" o "Cantant de Cort".
Amb motiu del seu vuitantè aniversari es va editar una edició especial amb una col·lecció d'onze CDs amb enregistraments de la seva obra.
Al 2019 va publicar les seves Memòries, amb el títol 'Komm' aus dem Staunen nicht heraus' (No us sorprengueu).

## Discografia (selecció)
- Amb Rafael Kubelik: Els mestres cantors de Nuremberg, Palestrina de Pfitzner.
- Amb Carlos Kleiber: El cavaller de la rosa (enregistrament no autoritzat), Tristany i Isolda.
- Amb Aribert Reimann (piano): El Viatge d'hivern de Franz Schubert (EMI, 1970).